# Demografia Finlandei
Acest articol se referă la caracteristicile demografice ale populației Finlandei, inclusiv densitatea populației, etnii, nivelul de educație, de sănătate al populației, starea economică, apartenența religioasă, precum și  alte aspecte ale  populației. 
Populația Finlandei numără aproximativ 5.3 milioane și are o densitate medie a populației de 17 locuitori pe km². Acest lucru face ca Finlanda să fie cea mai slab populată țară din Europa după Norvegia și Islanda. Distribuția populației este foarte inegală: populația este concentrată pe câmpiile mici de pe coasta de sud-vest. Aproximativ 64 % din populație trăiește în orașe, 1 milion de persoane locuind în aria metropolitană a orașului Helsinki. Pe de altă parte, în Laponia există doar 2 locuitori pe km².
Limbile oficiale sunt finlandeza și suedeza, aceasta din urmă fiind limba maternă a aproximativ 5 % din populația finlandeză. Există o explicație istorică și politică pentru statutul limbii suedeze ca limbă oficială. Începând cu sec. XIII și până în sec. XIX, Finlanda a fost parte a Regatului Suediei. Statutul limbii a rămas în zilele noastre datorită faptului că minoritatea suedeză a avut un grad relativ ridicat de putere în Finlanda dacă ne raportăm la dimensiunea sa. Vorbitorii de limbă suedeză sunt cunoscuți sub numele de finlandssvenskar în suedeză și suomenruotsalaiset în finlandeză.
Cu un procentaj de aproximativ 85 % din numărul populației, Biserica Luterană deține ponderea cea mai mare în Finlanda.
Cei mai vechi locuitori care locuiesc astăzi pe teritoriul Finlandei și al Scandinaviei au fost vânători și culegători, indentificându-se cel  mai probabil cu populația Sami. Există 4500 de persoane în Finlanda, sunt recunoscuți drept minoritate și vorbesc trei limbi distincte: Sami în partea nordică, Inari Sami și Skolt Sami. Aceștia au trăit la nord de Cercul Artic vreme de 7000 de ani, dar în zilele noastre reprezintă o minoritate în Laponia. De-a lungul sec. XIX și XX, a avut loc o emigrare semnificativă, îndeosebi din zonele rurale către Suedia și America de Nord, în timp ce o mare parte dintre imigranți au venit în Finlanda din țările europene.

## Repartiția limbilor
Finlandezii vorbesc limba finlandeză, care este limba dominantă și este vorbită pe toată întinderea țării. Clasificarea vorbitorilor de limbă suedeză drept etnie de sine stătătoare este controversată. Guvernul recunoaște ca limbi oficiale finlandeza sau seuedeza. Populații numeroase de vorbitori de limbă suedeză se întâlnesc doar în zonele de coastă și în arhipelagul Åland. Câteva comunități rurale din vestul și sudul coastelor au majorități suedeze. Orașele din zona de coastă au populații vorbitoare de limbă finlandeză, cu câteva excepții. La modul general, utilizarea limbii finlandeze este în expansiune datorită comutării populației vorbitoare de limbă suedeză, creșterii naturale a populației, precum și a imigranților. Populația imigrantă este în creștere mai rapidă decât populația generală, numărul acesteia devenind mai importantă în viitor. În prezent, numărul acesteia este unul dintre cele mai mici din Europa.
În ceea ce privește limba maternă, populația vorbitoare de limbă finlandeză are o rată relativ ridicată de creștere naturală (în comparație cu alte țări din Uniunea Europeană), în timp ce rata de deces a populației vorbitoare de limbă suedeză este mai mare decât rata natalității sale. Se estimează că aceste rate vor crește până în 2012 și că numărul total al vorbitorilor de limbă suedeză va rămâne constant, în timp ce procentajul său din populația totală se va diminua, în timp ce populația totală va crește. Se preconizează faptul că majoritățile politice locale și dominante se vor diminua. Majoritatea vorbitorilor de limbă suedeză au trăit într-o zonă monolingvistică (mai mult de 94 %) suedeză în 1880, dar numărul a scăzut la 14 % în 2002. Cu toare aceste, 50 % dintre vorbitorii de limbă suedeză încă mai trăiesc în comunitățile în care ei formează majoritatea  și exercită o putere considerabilă în politică.
CIA World Factbook: Statistici demografice
Următoarele statistici sunt preluate de la CIA World Factbook.

## Demografie
La sfârșitul anului 2008
Populația: 5,304,840 
Speranța de viață la naștere:
de sex masculin: 75.8 ani
femei: 82.8 ani

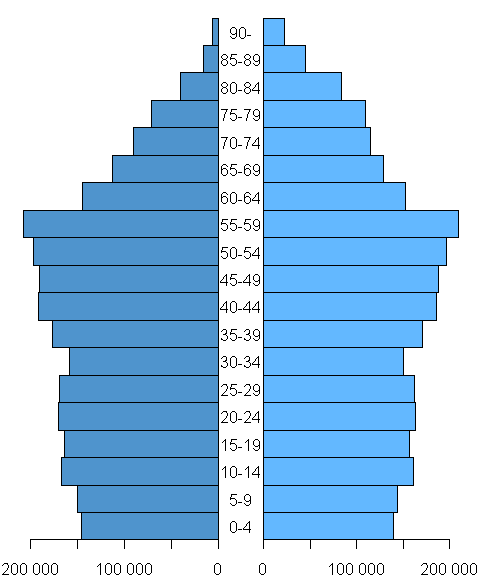
Piramida populației finlandeze în 2005. Bărbați: stânga, albastru închis. Femei: dreapta, albastru deschis.

Rata totală a fertilității: 1,85 nou-născuți / femeie(2008)

## Structura pe grupe de vârstă
La sfârșitul anului 2009
0-14 ani: 16.6% (459,950 bărbați, 441,220 femei)
15-64 ani: 66.4% (1,772,600 bărbați, 1,734,450 femei)
peste 64 de ani: 17.0% (351,180 bărbați, 517,530 femei)

## Grupurile etnice
Finlandezi 93,4 %

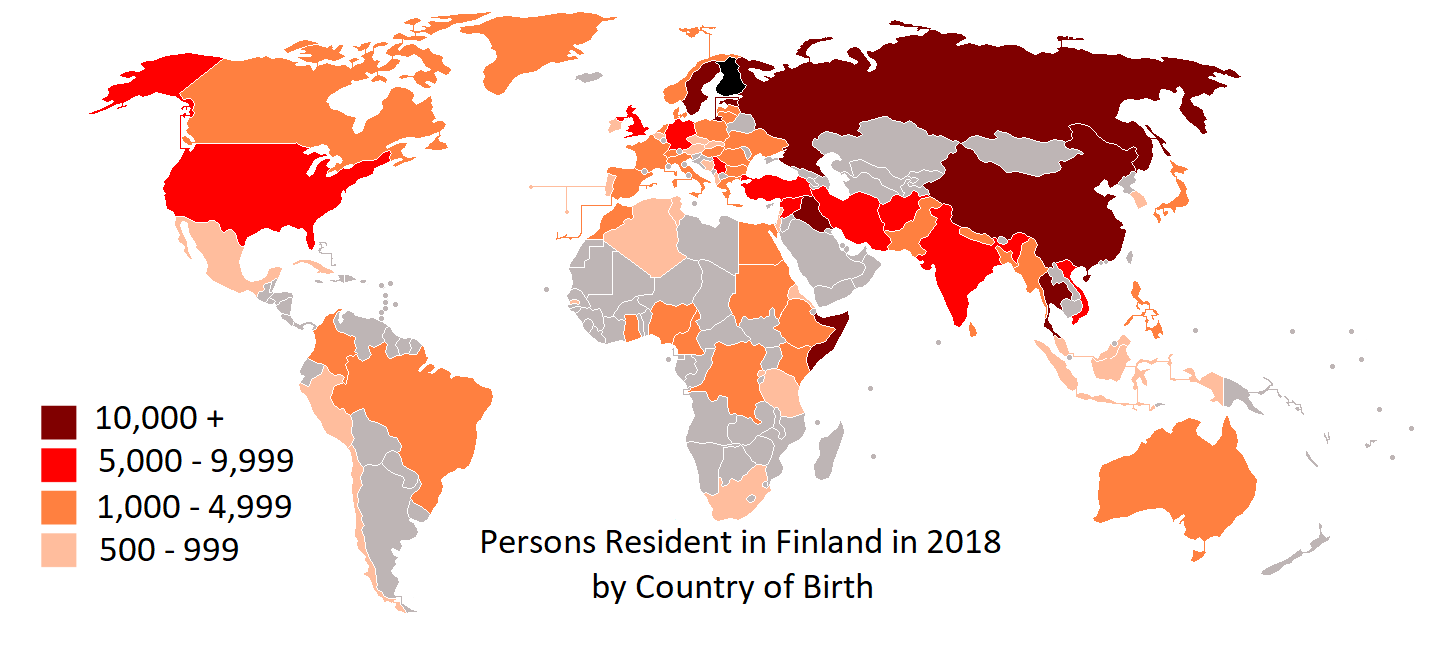

Finlandezi vorbitori de limbă suedeză 5,6 %
Ruși 0,5 %
Estonieni 0,3 %
Romi 0,1 % 
Sami 0.1 %
Rușii au venit în Finlanda în două valuri majore. Aproape 5000 sunt originari dintr-o populație care a imigrat în sec.XIX și începutul sec.XX, când Finlanda era Mare Ducat al Imperiului Rus. Cel de-al doilea val era format din persoane care au imigrat după dizolvarea Imperiului Rus. Un catalizator semnificativ a fost dreptul de întoarcere, bazat pe inițiativa președintelui Koivisto care prevedea faptul că cei de origine Ingriană au permisiunea de a imigra în Finlanda.

## Limbile
La sfârșitul anului 2009
Limba finlandeză 90.67%(oficială)
Limba suedeză 5.43 %(oficială)
Limba rusă 0.97%
Limba sami 0.03% (semi-oficială)
Limbile finlandeză și suedeză sunt recunoscute ca limbi oficiale. În plus, limba suedeză este o limbă oficială a municipalității, în comunele cu populație semnificativă vorbitoare de limbă suedeză. Sami are trei ramuri oficiale în anumite localități din Laponia.

## Religii
La sfârșitul anului 2009
Luterani 79.9 %
Ortodocși 1.1 %
Altele 1.3 %
Nedeclarați 17.7 %